# صديقتي الرائعة
صديقتي الرائعة (بالإطالية: L'amica geniale) هي رواية ألفتها الكاتبة الإيطالية إيلينا فيرانتي عام 2011. هي الرواية الأولى من سلسلة روايات نابولي. المواضيع التي تتطرق إليها الرواية هي صداقة الأنثى و الطبقات الإجتماعية و الهوية الشخصية ضد التراجع الذي شهدته نابولي بعد الحرب.

## القصة
تأخد القصة مجرياتها في حي بنابولي خلال الخمسينات، تدور القصة حول الصداقة المعقدة بين الصديقتين إيلينا غريكو (المدعوة لينو) و رافايلا شيرولو (المدعوة ليلى). تبدأ القصة في عام 2010 حين تتلقى إيلينا ذات الستين من عمرها، خبر إختفاء صديقتها. هذا يدفع بإيلينا لكتابة قصة صداقتهما.
الرواية تٌتابع حياة إيلينا و ليلى من عمر الست سنوات إلى غاية عمر الستين, تصف بشكل دقيق تنافسهما في الذكاء، إستكشاف التعقيدات الإجتماعية في الحي، و إختلافات طرقهما في الحياة مع نضوجهما. إيلينا أكملت تعليمها بعد المرحلة الإبتدائية، في حين أن ليلى قد أجبرت على ترك مقاعد الدراسة و ذلك للعمل مع عائلتها في متجر لإصلاح الأحذية.
تتصارع الفتاتان مع ضروفهما الإجتماعية و القيود التي فرضتها طبقتهما الإجتماعية و جنسهما. ليلى حاولت إقناع والدها و أخيها بصنع الأحذية التي صممتها. إيلينا و بمساعدة عائلتها و معلمتها، تكمل تعليمها إلى الثانوية، حتى أنها حصلت على إجازة في جزيرة إسكيا. حين كانت هناك إلتقت من جديد الفتى الذي أعجبت به منذ صغرها، نينو ساراتوري.
جمال ليلى و ذكائها جذب الكثير من الشبان، من بينهم مارشيلو سولارا، إبن عائلة لديها علاقات مع المافيا المحلية في نابولي و التي تدعى يالكامورا. لتهرب من زواج غير مرغوب فيه مع مارشيلو، ليلى توافق على الزواج في عمر السادسة عشر من ستيفانو كاراشي، إبن بقال الحي. تختم الرواية بليلةِ زواج ليلى و تحطم أمالها في مستقبل أفضل بعد أن ضهور شخصية مارشيلو الحقيقية و خيانته لها بالإتفاق مع أبيها و أخيها، و ذلك حين قرروا أن يبيعوا الإصدار الأول من حذاء العائلة إلى مارشيلو و الذي وافق هو بدوره على الإستثمار في مشروع الأحذية.

## المواضيع

### صداقة الأنثى
الموضوع الأساسي في صديقة الرائعة هو علاقة الصداقة المعقدة و التي تجمع بين إلينا و ليلى. علاقتهما تتميز بحب كبير و تنافس شديد و تضامن متبادل. الناقد الأدبي جايمس وود يصف إرتباطهما بإنه " غني و يحمل مشاعر معقدة من الغيرة و الحب و خيبة الظن" الرواية تحكي عن كيف أن هته العلاقة شكلت شخصية الصديقتين و أثرت على إختياراتهما في الحياة.

### التعليم و النمو الفكري
التعليم يلعب دورا مهما في الرواية، حيث أنه يمكن أن يستخدم كوسيلة لنمو و الإبتعاد عن الفقر. نرى النمو الفكري عند إيلينا التي أكملت تعليمها و ليلى التي علمت نفسها بنفسها. الرواية تستعرض كيف أن إتاحية التعليم أو نقصه يأثر بشكل كبير على المستقبل و الشعور بالقيمة الذاتية.

### دور الجنسين و التوقعات
الكاتبة قامت بتحليل القواعد الخاصة و الصارمة بالجنسين في المجتمع الإطالي في زمن الخمسينات و تبينها عبر خبرة إيلينا و ليلى و الشخصيات الأخرى من النساء و الفتيات. الرواية تبين الخيارات المحدودة للنساء خصوصا المنتميات إلى الطبقة العاملة، و الضغط الإجتماعي الموضوع عليهن لتوفية بدور الزوجة و الأم.

## الأسلوب و السرد
الكاتبة تستخدم صيغة المتكلم من منظور إيلينا، و التي تدمج فيها الحاضر بذكريات حية من الماضي، نثر الرواية يتميز بالصيغة المباشرة و الشدة العاطفية، حيث أن الناقد جايمس وود أبدا إعجابه بقدرة الكاتبة فيرانتي على تصوير شراسة و حدّة عمر المٌراهَقة.

## تلقي القراء
"صديقتي الرائعة" تلقت الكثير من الثناء فور إصدارها، حيث أن النقاد الأدبيين إستحسنوا طريقة فيرانتي في وصف صداقة الإناث و أيضا المجتمع الإيطالي في فترة ما بعد الحرب. نجاح الرواية حقق شهرة و تقدير للكاتبة الإيطالية و بروز ظاهرة عالمية معروفة ب" حمى فيرانتي" أو "Ferrante Fever" .
نجاح الرواية الأدبي رافقه أيضا جاذبية شعبية كبيرة. في عام 2019، قامت The Guardian بتصنيف صديقتي الرائعة بالمرتبة الحادية عشر كأفضل كتاب في القرن الواحد و العشرين.

## الإقتباسات
نجاح الرواية أدى إلى إقتباسها كعمل تلفيزيوني، و الذي تم إصداره كعمل مشترك بين HBO ، RAI و TIMvision. كان عنوان المسلسل My Brilliant Friend، بدأ عرضه في عام 2018. تم إخراجه من قِبل Saverio Costanzo.
الإقتباس تم الإثناء عليه لقدرته على نقل تصوير صادق للرواية من مواضيعها إلى الأماكن التي تخيلتها الكاتبة.

## الإرث الثقافي
صديقتي الرائعة أثرت بشكل كبير على الكتابات المعاصرة، كما أعادت إنعاش قصص الخيال الإيطالية و فتحت نقاشات عن التأليفات الأدبية للنساء و هوياتهن. إستكشاف الرواية لصداقة الأنثى و الطبقة الإجتماعية لامست القراء من شتى أنحاء العالم، مساهِمة في إعادة التركيز على هته المواضيع في الأدب المعاصر.
نجاح صديقتى الرائعة و لاحقا سلسلة روايات نابولي التابعة لها جعلت من الكاتبة الإيطالية واحدة من أبرز الأصوات في أدب القرن الواحد و العشرين، مع عملها الذي يستمر في إلهام العديد من القراء و الكتاب في العالم أجمع.